# In sete altere, Arturo Stàlteri suona Battiato
IN SETE ALTERE, Arturo Stàlteri suona Battiato è un album discografico del pianista compositore Arturo Stalteri, pubblicato nel 2014 dalla Felmay

## Il disco
È un omaggio alla musica di Franco Battiato. Sono stati usati pianoforti Fazioli F228 e Yamaha C7. In alcuni casi sono stati trattati.
I brani Meccanica Due e The Instrumental Centro di Gravità Permanente hanno la doppia firma Stàlteri/Battiato e L'Egitto prima delle sabbie, Premio Stockhausen nel 1978, è presentato in una nuova versione. 
Il titolo prende il nome da una frase di Carlotta Wieck Passavano donne bellissime, in sete altere... contenuta nel brano La Porta dello Spavento Supremo (Il Sogno) di Franco Battiato e Manlio Sgalambro.

## Tracce
Musiche di Franco Battiato e Arturo Stàlteri; edizioni musicali Universal - Felmay.
1. Intro – 0:53 (musica: Arturo Stàlteri)
2. Meccanica Due – 6:50 (musica: Franco Battiato - Arturo Stàlteri)
3. L'Oceano del Silenzio – 4:53 (musica: Franco Battiato)
4. Propiedad Prohibida – 7:04 (musica: Franco Battiato)
5. The Instrumental Centro di Gravità Permanente – 2:10 (musica: Franco Battiato - Giusto Pio- Arturo Stàlteri)
6. Caliti Junku – 3:45 (musica: Franco Battiato) – (Pino Zingarelli: Del Spooner Drums)
7. The Meeting of the Gods (Un'Improvvisazione) – 4:28 (musica: Arturo Stàlteri) – Ispirato a Il Mercato degli Dei di Franco Battiato
8. La Porta dello Spavento Supremo – 4:10 (musica: Franco Battiato)
9. La Porta dello Spavento Supremo (Il Sogno) – 3:50 (musica: Franco Battiato)
10. Il Vuoto – 3:10 (musica: Arturo Stàlteri) – Ispirato da Il vuoto di Battiato
11. L'Egitto prima delle Sabbie (Nuova Versione) – 14:28 (musica: Franco Battiato)

Durata totale: 55:41